# ESP Horizon FR-II
La ESP Horizon FR-II è una chitarra elettrica solid body, aggiornamento della precedente Horizon FR.
È stata usata come base per la ESP EV1 di Emppu Vuorinen dei Nightwish.

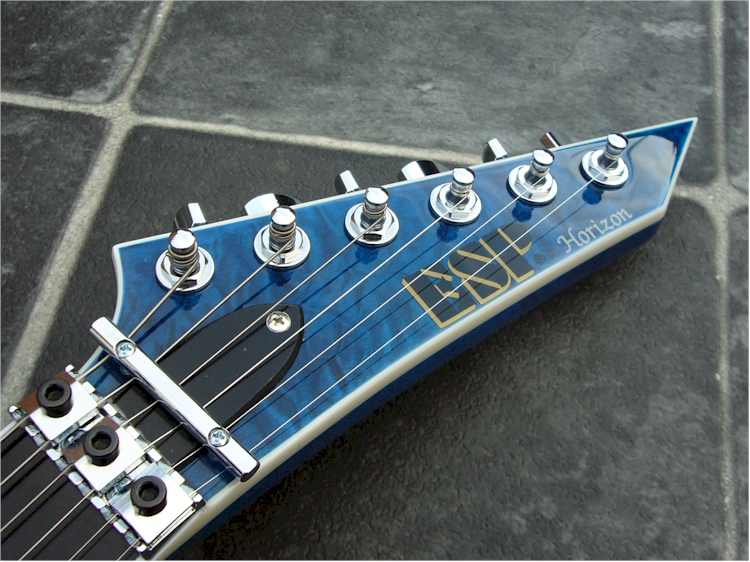
La paletta di una ESP Horizon FR-II